# شیوری موراکوسو
شیوری موراکوسو (انگلیسی: Shiori Murakoso؛ زادهٔ ۱۲ ژوئن ۱۹۹۶) بازیکن فوتبال اهل ژاپن است.